# Gabriella Ferri
Gabriella Ferri (18 de septiembre de 1942 - 3 de abril de 2004) fue una cantante italiana.

## Biografía
Nació y creció en el barrio romano de Testaccio, in Trastevere, hija de Vittorio Ferri, un comerciante ambulante de dulces, admirador de la canción en dialecto romanesco; a causa de un accidente dejó de estudiar.

### Dúo

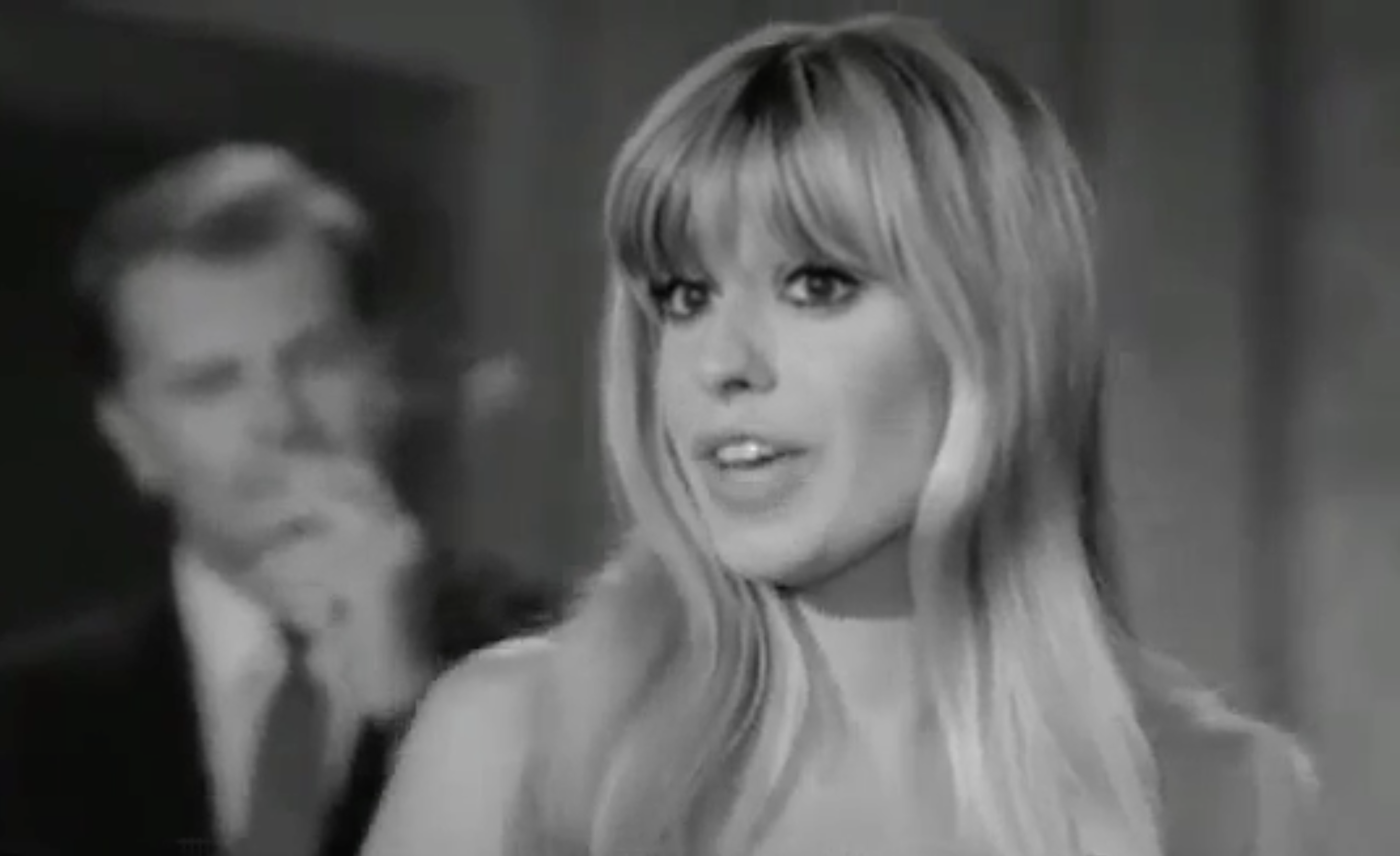
La cantante Luisa De Santis actuando en la película Grazie zia (1968).

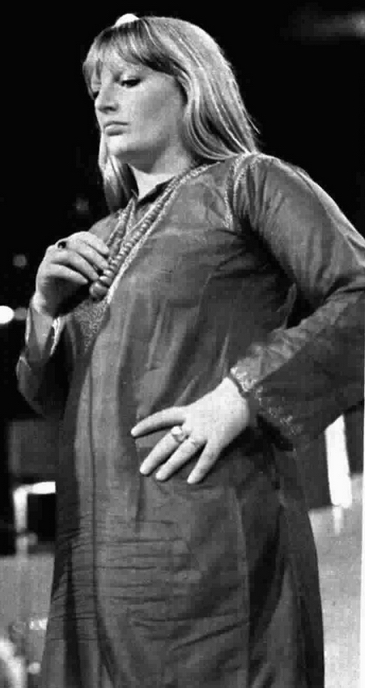
Gabriella Ferri en 1972.

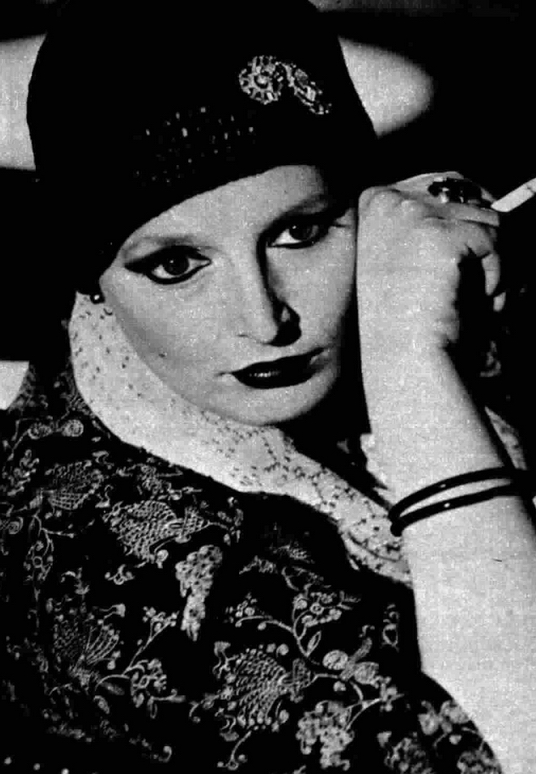
Gabriella Ferri en 1973.

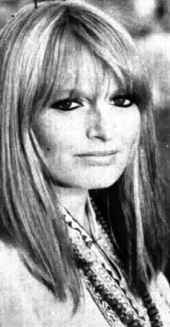
Gabriella Ferri en 1975.

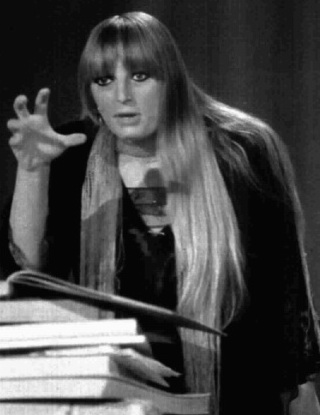
Ferri en 1975.

Conoció a Luisa De Santis (hija del cineasta Giuseppe De Santis, célebre por Arroz amargo) y se hicieron muy amigas: juntas formaron el dúo Luisa e Gabriella, que trata de redescubrir el folk romano.
Empiezan así los primeros espectáculos, basados en repertorio tradicional de la canción romanesca (como Barcarolo romano) y sobre cantos de hostería (como La società dei magnaccioni).
En 1963, en el Intra’s Club (club nocturno de Milán) ―en esos días se estaban hospedando en casa de Camilla Cederna―, fueron «descubiertas» por Walter Guertler, que las contrató y publicó su primer 45 RPM con la discográfica Jolly, una reelaboración de la canción popular La società dei magnaccioni.

### Solista
Hacia 1965, Gabriella Ferri empezó a tener éxito en Roma, cantando canciones romanas en rivalidad con Claudio Villa. Uno de sus éxitos fue «Sempre».
Durante su carrera también interpretó canciones napolitanas y latinoamericanas, especialmente durante sus triunfales giras en Suramérica.
Durante los años setenta y ochenta protagonizó varios programas de entretenimiento en televisión.

### Accidente
El sábado 3 de abril de 2004 se cayó del balcón de su casa, en el segundo piso (7 metros de altura) de un edificio de tres pisos, en su casa en Corchiano ―una aldea de 3800 habitantes, a 38 km de la ciudad de Viterbo, y a 65 km de Roma―.
El vecino del piso superior avisó a la policía.
Fue trasladada en helicóptero hasta el hospital San Camilo, en Roma, pero falleció allí debido a sus múltiples fracturas en todo el cuerpo y un gran hematoma en la cabeza.
La hipótesis era de que se había suicidado.
La cantante se habría sentido enferma, posiblemente por una medicina que tomaba contra la depresión, que la hacía sentir mareada.
Solo un día antes había comentado que se sentía muy entusiasmada por una reciente invitación a presentarse en un programa de espectáculos de televisión.
Su última presentación había sido en enero de 2004, en el show de Enrico Montesano en RaiUno (Roma).
Los familiares de Ferri afirmaron que ella tomaba regularmente antidepresivos,
que la hacían marearse con facilidad,
por lo que habría perdido el equilibrio. «Murió la cantante italiana Gabriella Ferri»] Archivado el 8 de marzo de 2016 en Wayback Machine., artículo del 5 de abril de 2004 en el diario Los Andes (Mendoza).</ref>
Su funeral fue el jueves 8 de abril de 2004 en Roma, su ciudad natal.

## Canciones famosas
- 1965: Sciuri, sciuri
- 1968: E' scesa ormai la sera
- Sempre
- 1969: Te regalo mis ojos
- Nuestra última tarde
- No soy una Magdalena
- Todo ha terminado
- Noche serena
- Rey de corazones
- Gracias a la vida
- Un corazón tan grande

## Álbumes

### 33 RPM
- 1966: Gabriella Ferri (Jolly, LPJ 5072); reeditado en 1968 como Roma mia bella (Joker, SM 3040).
- 1969: Roma canta (Joker, SM 3041).
- 1970-06: Gabriella Ferri (RCA Italiana, PSL 10463).
- 1970-10: ...Lassatece passà (RCA Italiana, PSL 10480).
- 1971-11: ...E se fumarono a Zazá (RCA Italiana, PSL 10515).
- 1972-05: L'amore è facile, non è difficile (RCA Italiana, PSL 10534).
- 1972: Gabriella, i suoi amici...e tanto folk (Amico, ZSKF 55083).
- 1973-05: Sempre (RCA Italiana, DPSL 10588).
- 1974-04: Remedios (RCA Italiana, TPL 1-1046).
- 1975: Mazzabubù (RCA Italiana, TPL 1-1162).
- 1977: ...E adesso andiamo a incominciare (RCA Italiana, PL 31281).
- 1977: ...E adesso andiamo a incominciare (ediz. doppio album) (RCA Italiana, PL 31305; con i Pandemonium).
- 1981: Gabriella (RCA Italiana, PL 31595).
- 1987: Nostargia (Fonit Cetra, LPX 184).
- 1997: Ritorno al futuro (Genius/BMG Ricordi, 74321 487092).
- 2000: Canti diVersi (Rossodisera/EMI Italiana, RDS 20005).

### 45 RPM
- 1964-04-22: Alla renella/La società dei magnaccioni (Jolly, J 20239; con Luisa De Santis).
- 1964-07-17: Sciuri sciuri/Vitti 'na crozza (Jolly, J 20256; con Luisa De Santis).
- 1964-11-25: La povera Cecilia/È tutta robba mia (Jolly, J 20279; con Luisa De Santis).
- 1965: Stornelli di Porta Romana/Maremma (Jolly, J 20324; con Luisa De Santis).
- 1966: Barcarolo romano/Aritornelli romaneschi (Jolly, J 20368).
- 1966: La gente di campagna/I miei vent'anni (Jolly, J 20384).
- 1966: Le mantellate/Er carrettiere a vino (Jolly, J 20391).
- 1967: Le canzoni del Bagaglino (Addio che'/Il mercante di Lucera) s.n.c.; lado B interpretado por Pino Caruso
- 1968?: Si no me moro/Barcarolo romano (Signal, S 614; con Luisa De Santis).
- 1968: È scesa ormai la sera/Ti regalo gli occhi miei (ARC, AN 4151).
- 1969: Se tu ragazzo mio/Tutto è finito (RCA Italiana, PM45-3479).
- 1970: La società dei magnaccioni/Alla renella (Signal, S 30; con Luisa De Santis).
- 1970: Vitti 'na crozza/Sciuri sciuri (Signal, S 31; con Luisa De Santis).
- 1971: Sinnò me moro/Notte serena (RCA Italiana, PM45-3609).
- 1973: Sempre/Il valzer della toppa (RCA Italiana, PM45-3712).
- 1974: Grazie alla vita/E dormi pupo dorce (RCA Italiana, TPBO 1048).
- 1975: ...e cammina/Vola pensiero mio (RCA Italiana, TPBO 1155).
- 1975: Mazzabubù/Vecchia Roma (RCA Italiana, TPBO 1197).
- 1977: Lasciami sola/Oraçao de mae meninha (RCA Italiana, PB 6086).
- 1977: Ma che ne so/...e adesso andiamo a incominciare (RCA Italiana, PB 6093).
- 1981: Canzone/Vamp (RCA Italiana, PB 6550).
- 1987: Biberon/All'allegria (Lupus, LUN 5003).

## Filmografía
- 1963: Canzoni in... bikini, dirigida por Giuseppe Vari, sin acreditar.
- 1969: Cabaret, dirigida por Ugo Roselli.
- 1976: Remo e Romolo: Storia di due figli di una lupa, dirigida por Mario Castellacci y Pier Francesco Pingitore.